# Теорема Дворецкого
Tеорема Дворецкого — утверждает, что каждое центрально-симметричное выпуклое множество достаточно высокой размерности имеет сечение, близкое к эллипсоиду.
Доказана Арье Дворецким в начале 1960-х годов как ответ на вопрос поставленный Александром Гротендиком. Альтернативное доказательство найдено Виталием Мильманом в 1970-х годах, оно послужило одной из отправных точек для развития принципа концентрации меры и асимптотического геометрического анализа.

## Формулировка
Для любого натурального числа {\displaystyle k} и каждого {\displaystyle \varepsilon >0} существует такое натуральное число {\displaystyle K}, что если {\displaystyle (X,\|{*}\|)} — нормированное пространство размерности {\displaystyle K}, то существует подпространство {\displaystyle E\subset X} размерности {\displaystyle k} и положительная квадратичная форма {\displaystyle Q} на {\displaystyle E}, такая, что:
{\displaystyle \|x\|\leqslant {\sqrt {Q(x)}}\leqslant (1+\varepsilon )\cdot \|x\|}
для любого {\displaystyle x\in E}.